# Sarcoglottis grandiflora
Sarcoglottis grandiflora là một loài thực vật có hoa trong họ Lan. Loài này được (Hook.) Klotzsch miêu tả khoa học đầu tiên năm 1842.

## Hình ảnh

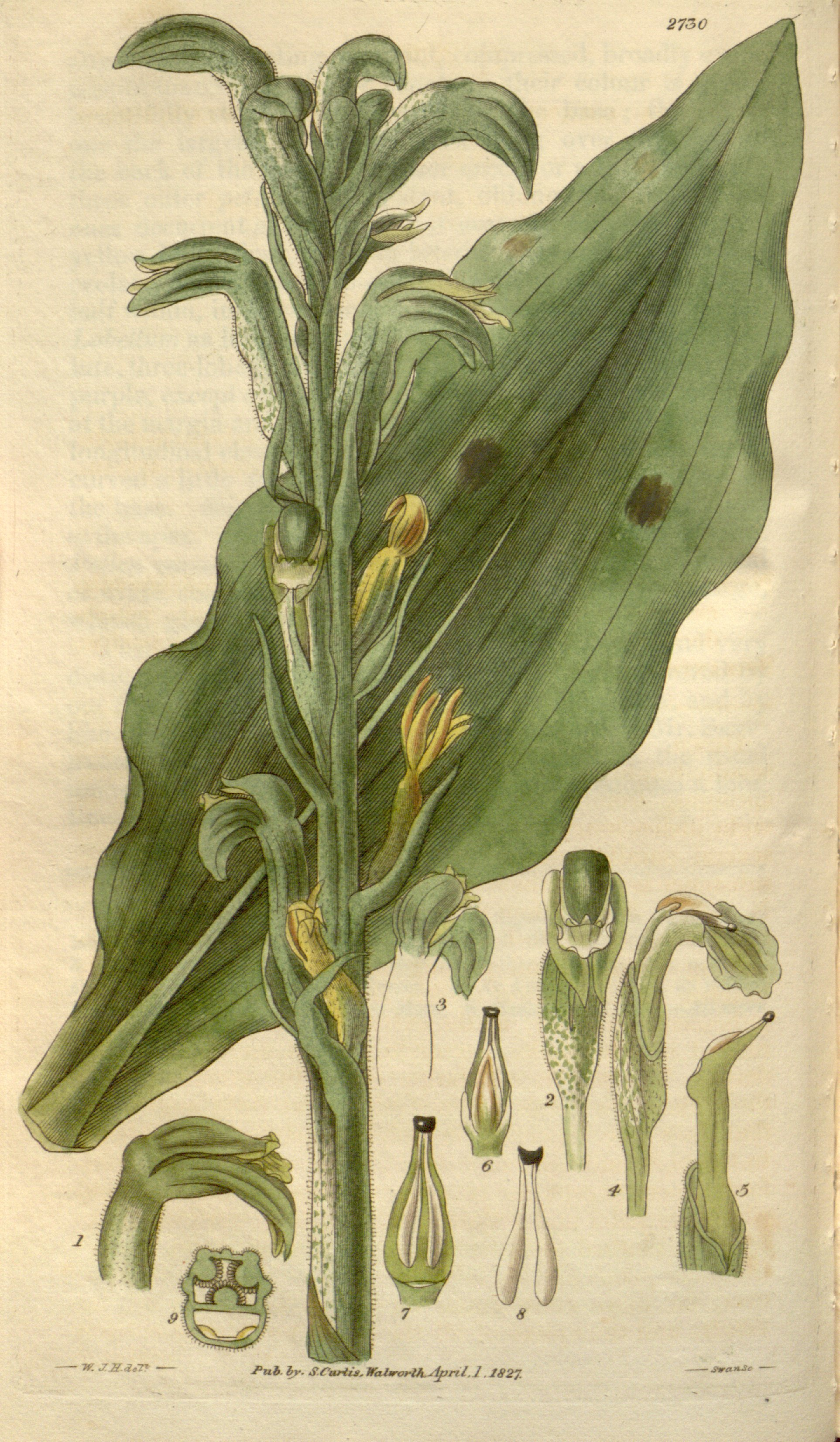